# Altiusambilla
Altiusambilla is een geslacht van rechtvleugeligen uit de familie Lentulidae. De wetenschappelijke naam van dit geslacht is voor het eerst geldig gepubliceerd in 1981 door Jago.

## Soorten
Het geslacht Altiusambilla omvat de volgende soorten:
- Altiusambilla keniensis Hemp, 2007
- Altiusambilla modicicrus Karsch, 1896